# Lagerpetidae
Lagerpetidae var en familj eller klad av härskarödlor som levde i det som i dag är USA, Brasilien, Argentina och Madagaskar.